# Persone di nome Lamberto
| Questa pagina contiene informazioni ricavate automaticamente dalle voci biografiche con l'ausilio del template Bio e di un bot. L'aggiornamento è periodico e automatico e ricostruisce completamente la pagina. Se manca una persona in questa lista, sei pregato di non aggiungerla, ma accertati piuttosto che la sua voce biografica contenga il template Bio e che i dati anagrafici siano correttamente compilati. Se il template Bio manca, inseriscilo tu stesso o, in alternativa, metti l'avviso {{tmp\|Bio}} che ne segnala la mancanza. Se i dati riportati sono sbagliati, correggi direttamente la voce biografica; le modifiche saranno visibili in questa lista entro pochi giorni. Per chiarimenti vedi il progetto antroponimi. La lista contiene solo le 90 persone che sono citate nell'enciclopedia e per le quali è stato implementato correttamente il template Bio. Pagina aggiornata al 22 giu 2025. |

Questa è una lista di persone presenti nell'enciclopedia che hanno il nome Lamberto, suddivise per attività principale.

## Allenatori di calcio(4)
- Lamberto Giorgis, allenatore di calcio e calciatore italiano (Città di Castello, n. 1932 - Modena, † 2019)
- Lamberto Leonardi, allenatore di calcio e calciatore italiano (Roma, n. 1939 - Roma, † 2021)
- Lamberto Magrini, allenatore di calcio e ex calciatore italiano (Magione, n. 1961)
- Lamberto Zauli, allenatore di calcio e ex calciatore italiano (Roma, n. 1971)

## Ammiragli(2)
- Lamberto Orlandi, ammiraglio italiano (Pisa)
- Lamberto Vannutelli, ammiraglio e esploratore italiano (Roma, n. 1871 - Roma, † 1966)

## Anatomisti(1)
- Lamberto Coppini, anatomista italiano (n. 1923 - † 2000)

## Architetti(1)
- Lamberto Bartolucci, architetto italiano (Pisa, n. 1914 - Pisa, † 1963)

## Artisti(1)
- Lamberto Pignotti, artista e poeta italiano (Firenze, n. 1926)

## Attori(3)
- Lamberto Maggiorani, attore italiano (Roma, n. 1909 - Roma, † 1983)
- Lamberto Picasso, attore, regista e doppiatore italiano (La Spezia, n. 1880 - Roma, † 1962)
- Lamberto Puggelli, attore e regista teatrale italiano (Milano, n. 1938 - Trecastagni, † 2013)

## Bobbisti(1)
- Lamberto Dalla Costa, bobbista italiano (Crespano del Grappa, n. 1920 - Bergamo, † 1982)

## Calciatori(6)
- Lamberto Anichini, calciatore italiano (Livorno, n. 1901 - † 1980)
- Lamberto Bodini, calciatore italiano
- Lamberto Boranga, ex calciatore e lunghista italiano (Foligno, n. 1942)
- Lamberto Lippi, calciatore italiano (Viareggio, n. 1915 - † 1979)
- Lamberto Petri, calciatore italiano (Lucca, n. 1910 - San Francisco, † 1964)
- Lamberto Piovanelli, ex calciatore italiano (Firenze, n. 1964)

## Chimici(1)
- Lamberto Malatesta, chimico italiano (Milano, n. 1912 - Milano, † 2007)

## Compositori(3)
- Lamberto Caffarelli, compositore, filosofo e poeta italiano (Faenza, n. 1880 - Faenza, † 1963)
- Lamberto Landi, compositore italiano (Lucca, n. 1882 - Lucca, † 1950)
- Lamberto Pietropoli, compositore e direttore di coro italiano (Adria, n. 1936 - Belluno, † 1994)

## Condottieri(1)
- Lamberto I da Polenta, condottiero italiano (Ravenna - Ravenna, † 1316)

## Conduttori radiofonici(1)
- Lamberto Giorgi, conduttore radiofonico e conduttore televisivo italiano (Roma, n. 1949)

## Danzatori su ghiaccio(1)
- Lamberto Ceserani, danzatore su ghiaccio italiano (Milano, n. 1953 - † 2025)

## Diplomatici(1)
- Lamberto Zannier, diplomatico italiano (Fagagna, n. 1954)

## Direttori d'orchestra(1)
- Lamberto Gardelli, direttore d'orchestra italiano (Venezia, n. 1915 - Monaco di Baviera, † 1998)

## Direttori della fotografia(1)
- Lamberto Caimi, direttore della fotografia italiano (Milano, n. 1930)

## Direttori teatrali(1)
- Lamberto Trezzini, direttore teatrale italiano (Vicovaro, n. 1930 - Bologna, † 2015)

## Dirigenti d'azienda(1)
- Lamberto Mazza, dirigente d'azienda e dirigente sportivo italiano (Roma, n. 1926 - Pordenone, † 2012)

## Etnografi(1)
- Lamberto Loria, etnografo, naturalista e esploratore italiano (Alessandria d'Egitto, n. 1855 - Roma, † 1913)

## Funzionari(1)
- Lamberto Giannini, prefetto e poliziotto italiano (Roma, n. 1964)

## Generali(1)
- Lamberto Bartolucci, generale e aviatore italiano (Orbetello, n. 1924 - Roma, † 2020)

## Giornalisti(2)
- Lamberto Sechi, giornalista italiano (Parma, n. 1922 - Venezia, † 2011)
- Lamberto Sposini, giornalista e conduttore televisivo italiano (Foligno, n. 1952)

## Ingegneri(1)
- Lamberto Cremonesi, ingegnere italiano (n. 1956)

## Letterati(1)
- Lamberto Cesarini Sforza, letterato italiano (Terlago, n. 1864 - Trento, † 1941)

## Matematici(2)
- Lamberto Cattabriga, matematico italiano (Bologna, n. 1930 - Bologna, † 1989)
- Lamberto Cesari, matematico italiano (Bologna, n. 1910 - Ann Arbor, † 1990)

## Medici(1)
- Lamberto Maffei, medico italiano (Grosseto, n. 1936)

## Militari(3)
- Lamberto De Bernardi, militare italiano (Torino, n. 1898 - Altopiano di Asiago, † 1917)
- Lamberto Fruttini, militare e aviatore italiano (Perugia, n. 1899 - Ascò, † 1938)
- Lamberto Gerani, militare italiano (Matelica, n. 1895 - † 1965)

## Nobili(12)
- Lamberto di Toscana, nobile
- Lamberto I di Nantes, nobile franco († 836)
- Lamberto I di Lovanio, nobile fiammingo (n. 950 - Florennes, † 1015)
- Lamberto II di Lovanio, nobile fiammingo (Tournai, † 1054)
- Lamberto II di Nantes, nobile francese († 852)
- Lamberto di Baviera, nobile tedesco
- Lamberto d'Ungheria, nobile ungherese
- Lamberto Hont-Pázmány, nobile ungherese († 1132)
- Lamberto Montaperto, nobile italiano
- Lamberto II di Hesbaye, nobile franco (n. 669 - † 741)
- Lamberto I di Hesbaye, nobile franco
- Lamberto di Nocera, nobile longobardo

## Patrioti(1)
- Lamberto Duranti, patriota italiano (Ancona, n. 1890 - Trincea di Four-de-Paris, † 1915)

## Pedagogisti(1)
- Lamberto Borghi, pedagogista italiano (Livorno, n. 1907 - Firenze, † 2000)

## Piloti automobilistici(1)
- Lamberto Leoni, ex pilota automobilistico e pilota motonautico italiano (Argenta, n. 1953)

## Pittori(1)
- Lamberto Ciavatta, pittore e scultore italiano (Nettuno, n. 1908 - Genzano, † 1981)

## Poeti(1)
- Lamberto Garzia, poeta italiano (Sanremo, n. 1965)

## Politici(10)
- Lamberto Cardia, politico italiano (Tivoli, n. 1934)
- Lamberto Ciani, politico italiano (Grosseto, n. 1949)
- Lamberto Dini, politico, economista e banchiere italiano (Firenze, n. 1931)
- Lamberto Nazzareno Gestri, politico italiano (Prato, n. 1942)
- Lamberto Grillotti, politico italiano (Rivolta d'Adda, n. 1949 - Vittorio Veneto, † 2010)
- Lamberto Martellotti, politico italiano (Terni, n. 1940 - Fano, † 2014)
- Lamberto Riva, politico italiano (Galbiate, n. 1933 - Lecco, † 2013)
- Lamberto Tabellini, politico italiano (Stimigliano, n. 1930 - Rieti, † 2008)
- Lamberto II da Polenta, politico italiano (Cervia, † 1347)
- Lamberto da Polenta, politico italiano (Ravenna)

## Presbiteri(1)
- Lamberto Pigini, presbitero e imprenditore italiano (Castelfidardo, n. 1924 - Civitanova Marche, † 2021)

## Produttori discografici(1)
- Lamberto Cesaroni, produttore discografico italiano (Roma, n. 1967)

## Registi(2)
- Lamberto Bava, regista, sceneggiatore e produttore cinematografico italiano (Roma, n. 1944)
- Lamberto Lambertini, regista italiano (Napoli, n. 1946)

## Sovrani(2)
- Lamberto Grimaldi, sovrano monegasco (Monaco, n. 1420 - Monaco, † 1494)
- Lamberto II di Spoleto, sovrano italiano (Spinetta Marengo, † 898)

## Storici(1)
- Lamberto di Hersfeld, storico tedesco (Franconia, n. 1025 - Bad Hersfeld, † 1085)

## Tenori(1)
- Lamberto Bergamini, tenore italiano (Pisa, n. 1885 - Milano, † 1957)

## Tuffatori(1)
- Lamberto Mari, ex tuffatore italiano (Firenze, n. 1933)

## Vescovi(6)
- Lamberto, vescovo italiano (Colle di Val d'Elsa)
- Lamberto di Maastricht, vescovo e santo franco (Maastricht - Liegi)
- Lamberto, vescovo italiano (Piemonte - Novara, † 881)
- Lamberto di Bauduen, vescovo francese (Bauduen, n. 1084 - Vence, † 1154)
- Lamberto di Frisinga, vescovo tedesco (Ebersberg - Frisinga, † 957)
- Lamberto di Lione, vescovo francese (Lione)

## Vescovi cattolici(1)
- Lamberto Balduino della Cecca, vescovo cattolico italiano (Bologna - Brescia, † 1349)

## Senza attività specificata(3)
- Lamberto I di Spoleto, duca italiano (Capua, † 880)
- Lamberto di Digione, conte († 978)
- Lamberto Visconti di Eldizio (Pisa, † 1225)